# Islas Babuyán

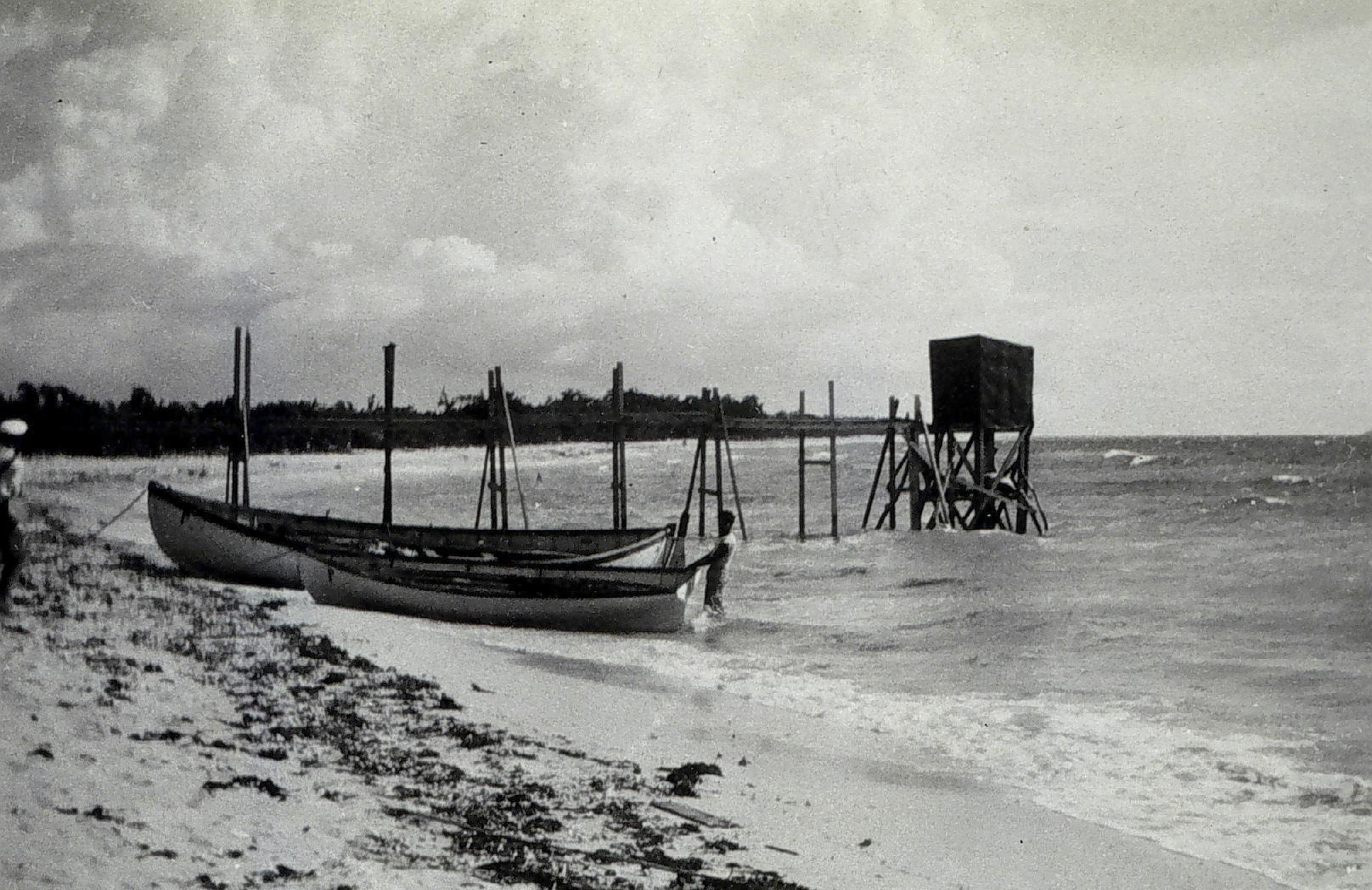
Isla Fuga en 1927.

Las islas Babuyán o Babuyanes son un archipiélago situado en el estrecho de Luzón en Filipinas y al norte de la isla de Luzón. Constan de cinco islas principales: la isla Babuyán, Calayán, Camiguin, Dalupiri y Fuga.
Políticamente, pertenecen a la provincia filipina de Cagayán.